# Refuge faunique national de Kenai
Le refuge faunique national de Kenai (anglais : Kenai National Wildlife Refuge) est une réserve faunique située dans la Peninsule Kenai, en Alaska aux États-Unis. Créé en 1941, son statut a été modifié en 1980 par l'Alaska National Interest Lands Conservation Act.

## Description
La réserve comporte une grande variété de terrains, avec des zones humides et des fondrières de mousse, des zones de climat alpin et des forêts de type Taïga.
Ce refuge héberge de nombreux animaux, des ours bruns, des ours noirs, des mouflons de Dall, des élans et des caribous, ainsi que des milliers d'oiseaux migrateurs.
Il est parsemé de nombreux lacs, comme le Skilak Lake, et par la rivière Kenai et un lieu de pêche au saumon et à la truite. Il est accessible par la Sterling Highway, via la Skilak Lake Loop Road et comporte plusieurs campings et pontons à bateaux.
Une portion du refuge a été désignée réserve intégrale de Kenai (5 480,44 km2).
Le refuge est administré par des bureaux situés à Soldotna.

### Liens externes

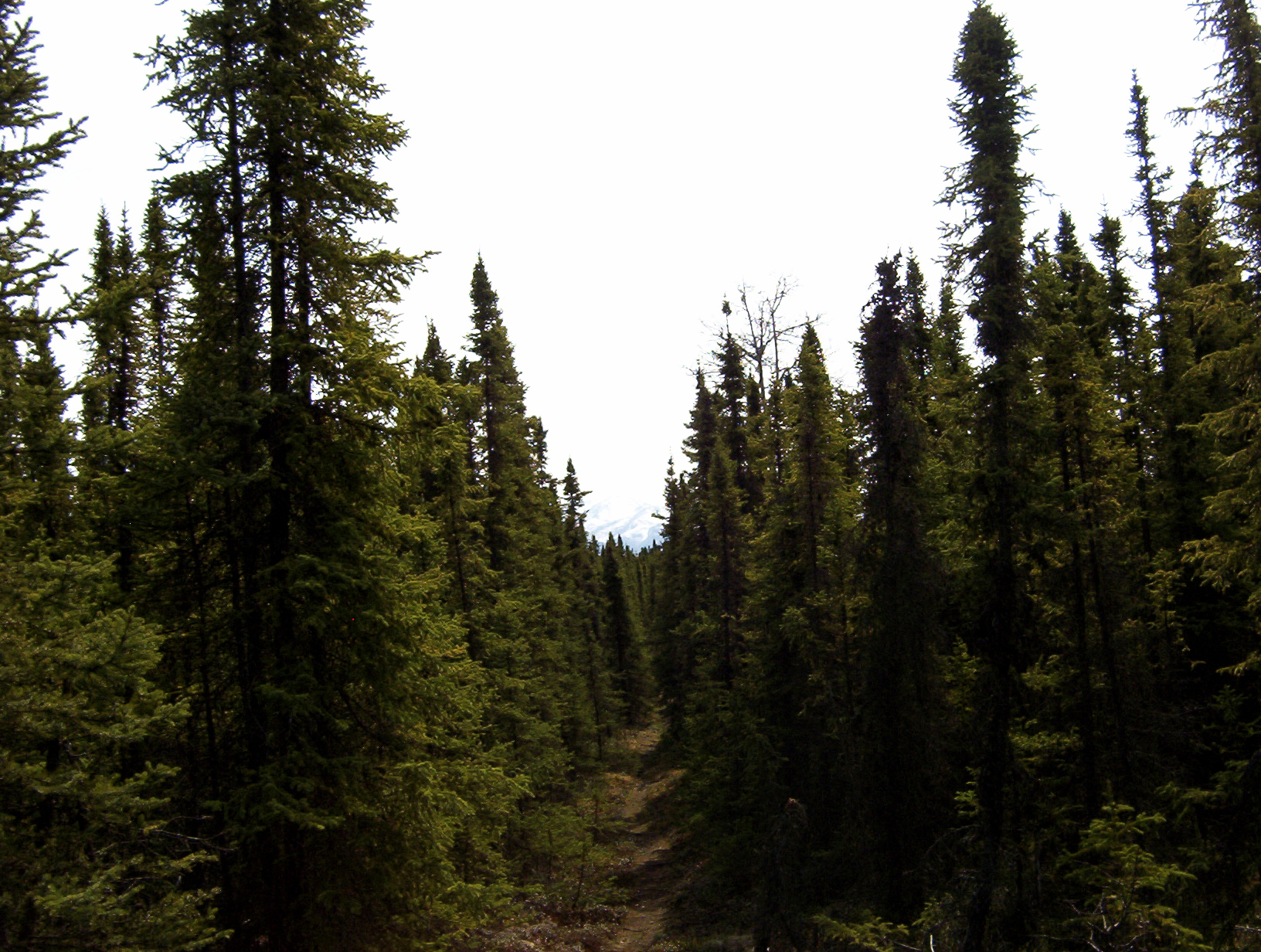
Taiga sur Seven Lakes
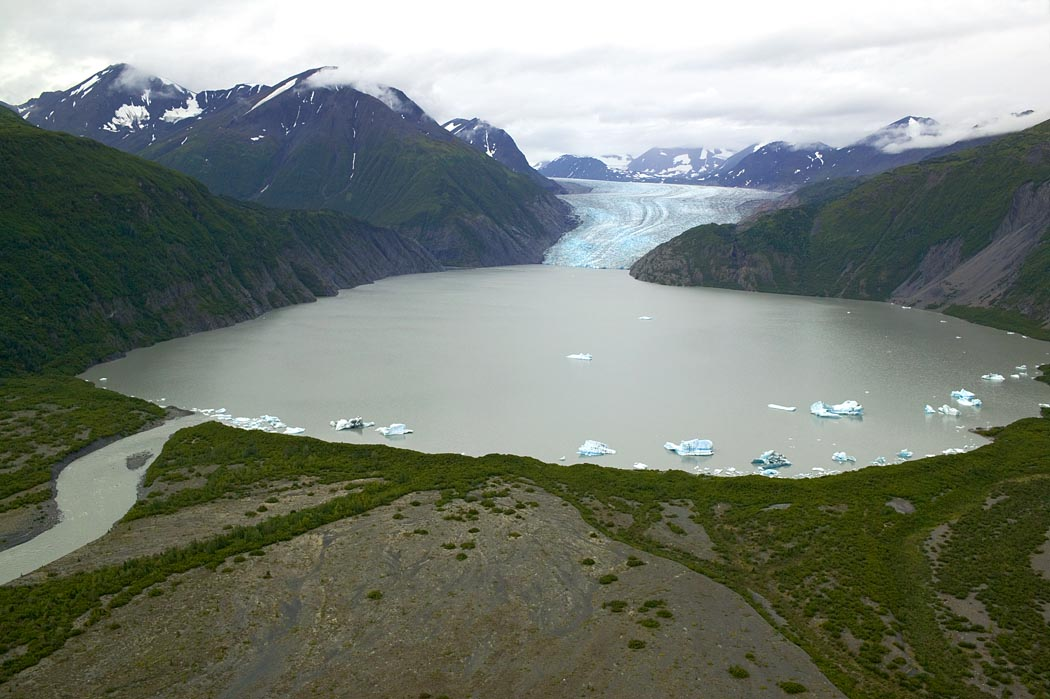
Le glacier Kenai et le lac glaciaire
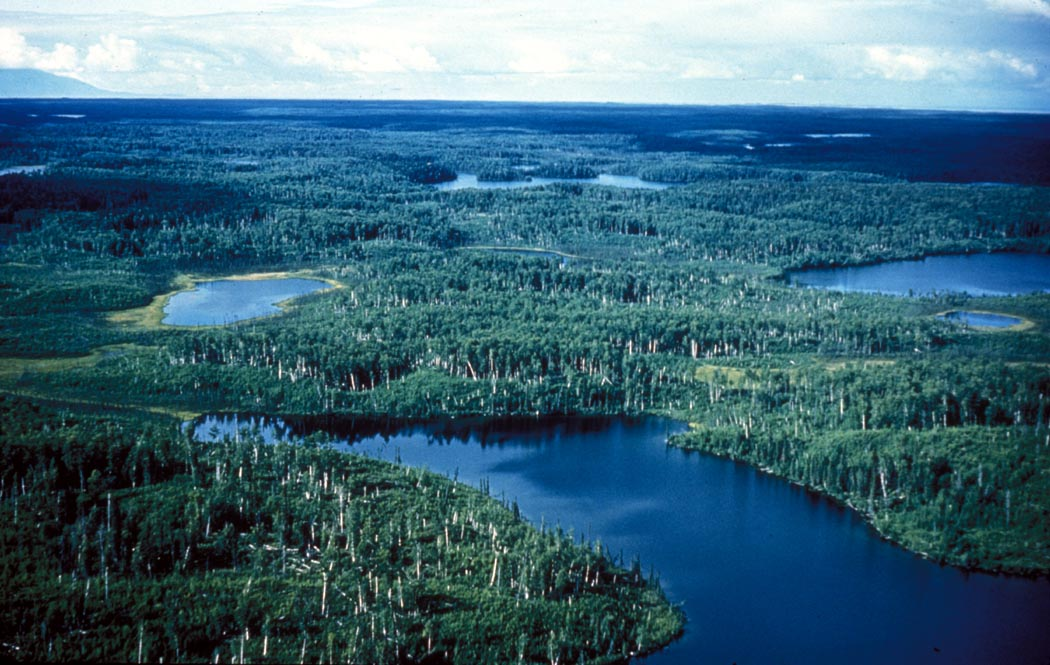
Lacs près du refuge de Lowland